# Liste von Sakralbauten in Bayern

Landkreise und kreisfreie Städte in Bayern

Die Liste von Sakralbauten in Bayern ist nach Landkreisen und kreisfreien Städten Bayerns untergliedert.

## Liste
Landkreise
- Liste von Sakralbauten im Landkreis Aichach-Friedberg
- Liste von Sakralbauten im Landkreis Altötting
- Liste von Sakralbauten im Landkreis Amberg-Sulzbach
- Liste von Sakralbauten im Landkreis Ansbach
- Liste von Sakralbauten im Landkreis Aschaffenburg
- Liste von Sakralbauten im Landkreis Augsburg
- Liste von Sakralbauten im Landkreis Bad Kissingen
- Liste von Sakralbauten im Landkreis Bad Tölz-Wolfratshausen
- Liste von Sakralbauten im Landkreis Bamberg
- Liste von Sakralbauten im Landkreis Bayreuth
- Liste von Sakralbauten im Landkreis Berchtesgadener Land
- Liste von Sakralbauten im Landkreis Cham
- Liste von Sakralbauten im Landkreis Coburg
- Liste von Sakralbauten im Landkreis Dachau
- Liste von Sakralbauten im Landkreis Deggendorf
- Liste von Sakralbauten im Landkreis Dillingen an der Donau
- Liste von Sakralbauten im Landkreis Dingolfing-Landau
- Liste von Sakralbauten im Landkreis Donau-Ries
- Liste von Sakralbauten im Landkreis Ebersberg
- Liste von Sakralbauten im Landkreis Eichstätt
- Liste von Sakralbauten im Landkreis Erding
- Liste von Sakralbauten im Landkreis Erlangen-Höchstadt
- Liste von Sakralbauten im Landkreis Forchheim
- Liste von Sakralbauten im Landkreis Freising
- Liste von Sakralbauten im Landkreis Freyung-Grafenau
- Liste von Sakralbauten im Landkreis Fürstenfeldbruck
- Liste von Sakralbauten im Landkreis Fürth
- Liste von Sakralbauten im Landkreis Garmisch-Partenkirchen
- Liste von Sakralbauten im Landkreis Günzburg
- Liste von Sakralbauten im Landkreis Haßberge
- Liste von Sakralbauten im Landkreis Hof
- Liste von Sakralbauten im Landkreis Kelheim
- Liste von Sakralbauten im Landkreis Kitzingen
- Liste von Sakralbauten im Landkreis Kronach
- Liste von Sakralbauten im Landkreis Kulmbach
- Liste von Sakralbauten im Landkreis Landsberg am Lech
- Liste von Sakralbauten im Landkreis Landshut
- Liste von Sakralbauten im Landkreis Lichtenfels
- Liste von Sakralbauten im Landkreis Lindau (Bodensee)
- Liste von Sakralbauten im Landkreis Main-Spessart
- Liste von Sakralbauten im Landkreis Miesbach
- Liste von Sakralbauten im Landkreis Miltenberg
- Liste von Sakralbauten im Landkreis Mühldorf am Inn
- Liste von Sakralbauten im Landkreis München
- Liste von Sakralbauten im Landkreis Neuburg-Schrobenhausen
- Liste von Sakralbauten im Landkreis Neumarkt in der Oberpfalz
- Liste von Sakralbauten im Landkreis Neustadt an der Aisch-Bad Windsheim
- Liste von Sakralbauten im Landkreis Neustadt an der Waldnaab
- Liste von Sakralbauten im Landkreis Neu-Ulm
- Liste von Sakralbauten im Landkreis Nürnberger Land
- Liste von Sakralbauten im Landkreis Oberallgäu
- Liste von Sakralbauten im Landkreis Ostallgäu
- Liste von Sakralbauten im Landkreis Passau
- Liste von Sakralbauten im Landkreis Pfaffenhofen an der Ilm
- Liste von Sakralbauten im Landkreis Regen
- Liste von Sakralbauten im Landkreis Regensburg
- Liste von Sakralbauten im Landkreis Rhön-Grabfeld
- Liste von Sakralbauten im Landkreis Rosenheim
- Liste von Sakralbauten im Landkreis Roth
- Liste von Sakralbauten im Landkreis Rottal-Inn
- Liste von Sakralbauten im Landkreis Schwandorf
- Liste von Sakralbauten im Landkreis Schweinfurt
- Liste von Sakralbauten im Landkreis Starnberg
- Liste von Sakralbauten im Landkreis Straubing-Bogen
- Liste von Sakralbauten im Landkreis Tirschenreuth
- Liste von Sakralbauten im Landkreis Traunstein
- Liste von Sakralbauten im Landkreis Unterallgäu
- Liste von Sakralbauten im Landkreis Weilheim-Schongau
- Liste von Sakralbauten im Landkreis Weißenburg-Gunzenhausen
- Liste von Sakralbauten im Landkreis Wunsiedel im Fichtelgebirge
- Liste von Sakralbauten im Landkreis Würzburg

Kreisfreie Städte
- Liste von Sakralbauten in Amberg
- Liste von Sakralbauten in Ansbach
- Liste von Sakralbauten in Aschaffenburg
- Liste von Sakralbauten in Augsburg
- Liste von Sakralbauten in Bamberg
- Liste von Sakralbauten in Bayreuth
- Liste von Sakralbauten in Coburg
- Liste von Sakralbauten in Erlangen
- Liste von Sakralbauten in Fürth
- Liste von Sakralbauten in Hof (Saale)
- Liste von Sakralbauten in Ingolstadt
- Liste von Sakralbauten in Kaufbeuren
- Liste von Sakralbauten in Kempten (Allgäu)
- Liste von Sakralbauten in Landshut
- Liste von Sakralbauten in Memmingen
- Liste von Sakralbauten in München
- Liste von Sakralbauten in Nürnberg
- Liste von Sakralbauten in Passau
- Liste von Sakralbauten der Stadt Regensburg
- Liste von Sakralbauten in Rosenheim
- Liste von Sakralbauten in Schwabach
- Liste von Sakralbauten in Schweinfurt
- Liste von Sakralbauten in Straubing
- Liste von Sakralbauten in Weiden in der Oberpfalz
- Liste von Sakralbauten in Würzburg